# Нормандский язык
Норма́ндский язы́к — один из ойльских романских языков. Также для обозначения этого языка используется термин нормандско-французский язык, однако этим термином также обобщённо называют англо-нормандский и французский законный язык, ранее использовавшийся в юридической практике в Великобритании. Употребляется во Франции в Нормандии и на Нормандских островах, принадлежащих Великобритании. Официального статуса не имеет. Количество носителей на 2017 год резко разнится в зависимости от источника. 

## Географическое распространение

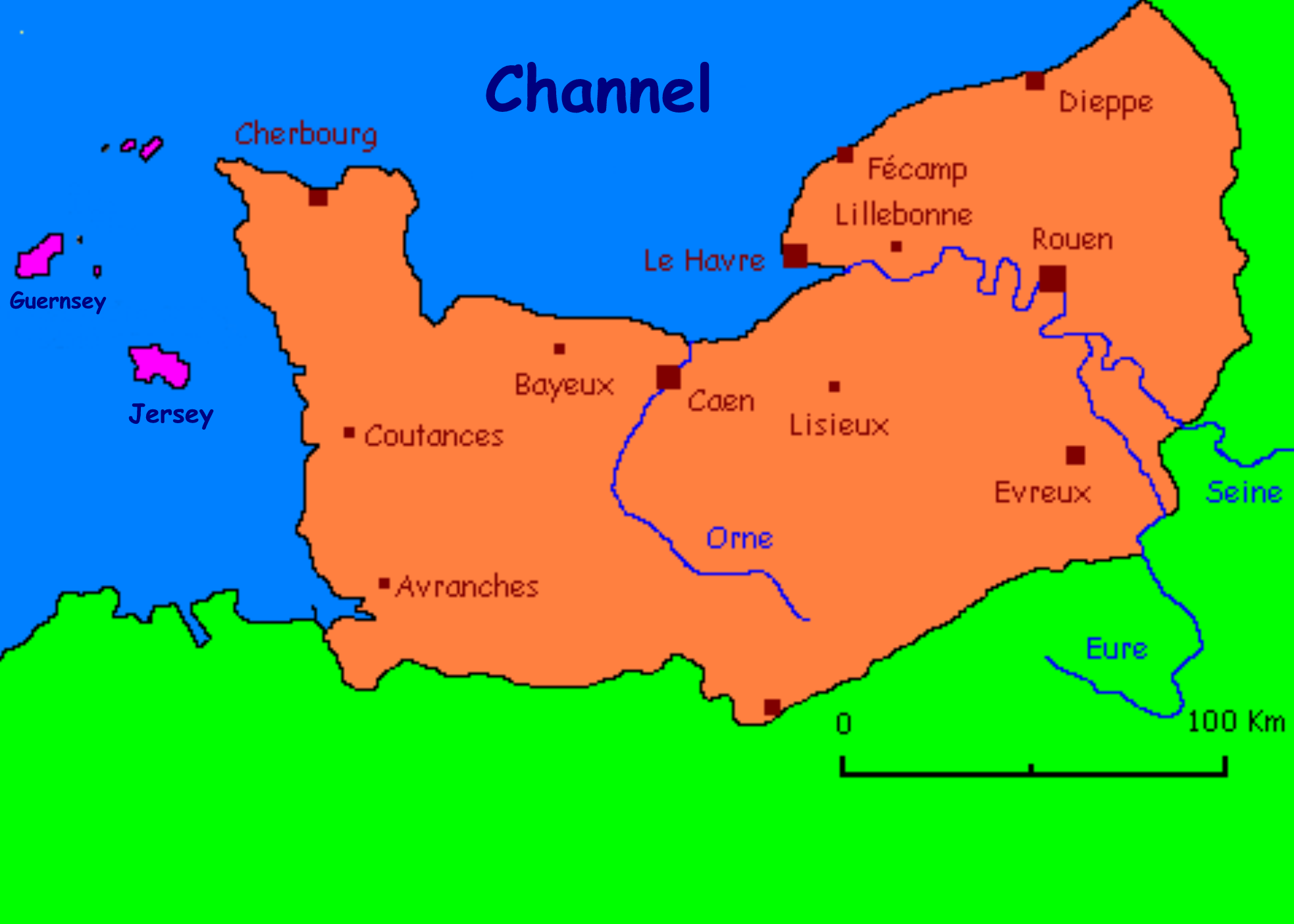
Ареал языка

Нормандский язык является разговорным языком в Нормандии, однако статуса официального языка он не имеет, но классифицируется как региональный язык.
На Нормандских островах нормандский язык распространён раздробленно, однако он не является изолированным. В рамках Британо-Ирландского Совета, Британским и Ирландским правительствами на островах Джерси региональным признан джерсийский диалект, на острове Гернси — гернсийский диалект, и саркский диалект на острове Сарк.
Саркский диалект является видоизменившимся джерсийским диалектом, который употреблялся колонистами из Джерси, поселившимися на необитаемом острове в XVI веке.
Последние носители олдернийского диалекта, для которых он был родным, скончались в XX веке, однако некоторые жители Олдерни до сих пор разговаривают на этом диалекте. Хермский диалект, который был распространён на острове Херм, также вымер, однако дата его исчезновения неизвестна.
Изоглосса, названная линией Жоре, разделяет северные и южные диалекты нормандского языка (линия, проходящая от Гранвиля на берегу Ла-Манша до бельгийской границы). Существуют также различия между западными и восточными диалектами.

## Нормандская Википедия
Существует раздел Википедии на нормандском языке («Нормандская Википедия»), первая правка в нём была сделана в ? году. По состоянию на 14:06 (UTC) 16 июля 2025 года раздел содержит 5053 статьи (общее число страниц — 10 679); в нём зарегистрировано 14 496 участников, один из них имеет статус администратора; 14 участников совершили какие-либо действия за последние 30 дней; общее число правок за время существования раздела составляет 220 920.